# Paolo Di Clemente
Paolo Di Clemente (Milano, 24 luglio 1971) è un fumettista italiano.
Dopo il diploma al liceo artistico, esordisce nel settore del fumetto disegnando una storia pubblicata sulla collana Super Eroica della Dardo. Successivamente entra in contatto con Leone Cimpellin ed inizia ad inchiostrare le sue matite. Ha così modo di entrare tra i disegnatori della Sergio Bonelli Editore, disegnando nel 1993, in coppia con Leone Cimpellin, l'albo speciale Klonz, personaggio di Nathan Never, e il numero 49 della serie regolare, intitolato Il vendicatore mascherato. Dopo queste due prove inizia a lavorare come disegnatore completo sul numero 78, L'angelo rosso. Da allora non ha mai smesso di lavorare per Nathan Never.